# Microtus oaxacensis
Microtus oaxacensis és una espècie de talpó de la família dels cricètids endèmica d'Oaxaca (Mèxic). Aquesta espècie es troba al centre nord d'Oaxaca, Mèxic, en el vessant oriental de la Sierra de Juárez (1500-2500 m), incloent Vista Hermosa, Santiago Comaltepec, La Esperanza (Musser i Carleton 2005). Aquesta espècie es pot trobar a la selva tropical sempre verda; també s'ha registrat en el dens bosc de núvols i la vegetació pertorbada que consisteix en diverses herbes i maduixa silvestre (Fragaria sp.) dins del bosc ennuvolat, bosc de pins (Pinus sp.), i un ecotò de núvol i boscos de pi (Frey i Cervantes 1997). Espècimens en captivitat menjaven pastures però preferien les tiges i fulles de maduixa silvestre (Frey i Cervantes 1997). Una femella capturada al febrer era lactant. La mida de la ventrada pot estar limitat a un sol jove (Frey i Cervantes 1997). Aquesta espècie està perdent hàbitat a la desforestació en algunes parts de la seva àrea de distribució. S'estima haver perdut 1-5% de la seva població amb base en el canvi d'hàbitat en els últims 10 anys (Carton de Granmont i Cuarón pers. Pers.).